# Бовоар сир Ниор
Бовоар сир Ниор (фр. Beauvoir-sur-Niort) насеље је и општина у западној Француској у региону Поату-Шарант, у департману Де Севр која припада префектури Ниор.
По подацима из 1999. године у општини је живело 1330 становника, а густина насељености је износила 56 становника/км². Општина се простире на површини од 23,48 км². Налази се на средњој надморској висини од 72 метара (максималној 90 м, а минималној 36 м.

## Демографија
| 1962. | 1968. | 1975. | 1982. | 1990. | 1999. | 2011. |
| ----- | ----- | ----- | ----- | ----- | ----- | ----- |
| 1.096 | 1.163 | 1.046 | 1.162 | 1.242 | 1.330 | 1.750 |

График промене броја становника у току последњих година